# Rezy Verschueren
Rezy Verschueren (Antwerpen, 1896 – Jette, 1986) was een Vlaamse toneelactrice.
Zij werd als Theresia Joanna Verschueren op 4 december 1896 in Antwerpen geboren. Zij had geen gemakkelijke jeugd. Haar vader, een Antwerpse dokwerker, overleed op 42-jarige leeftijd en liet haar moeder met tien kinderen achter. Een toneelopleiding heeft zij nooit kunnen volgen, maar op de toneelafdeling van de Antwerpse korfbalclub 'de Scheldezonen' kreeg zij de smaak te pakken. Haar natuurlijke talent was zo opvallend dat zij in 1920 verbonden werd aan de Koninklijke Vlaamse Schouwburg (KVS) te Brussel. Daar was zij jarenlang de vedette in alle grote klassiekers en in modern werk. Ze speelde er samen met onder anderen Dora van der Groen en Wies Andersen.
Als actrice drukte zij van kort na de Eerste Wereldoorlog tot halverwege de jaren zestig een onuitwisbare stempel op de evolutie naar volwassenheid van het Vlaams toneel. Zij was de lievelingsactrice van de legendarische Herman Teirlinck, in wier stukken zij alle hoofdrollen heeft vertolkt. Zij muntte vooral uit in tragische rollen. Ooit trad zij op in het Koninklijk Paleis te Laken ('Elckerlyc', 1931).
Zolang zij daartoe in staat was, volgde Verschueren de theateractualiteit op de voet. Later trad zij ook op in tv-films: De gekroonde leersse (1959), Heer Halewijn (1960), Carlotta (1962). Vanaf 1926 was zij gehuwd met Valerius Vanderpoorten, hoofdboekhouder van de Muntschouwburg. In 1928 werd een kind van het mannelijk geslacht geboren te Wemmel, dat onmiddellijk na de geboorte overleed. Valerius Vanderpoorten overleed in 1949.
Verschueren zelf overleed op 21 maart 1986 te Jette op de leeftijd van 89 jaar. Haar naam werd vereeuwigd in een declamatiewedstrijd voor de jeugd in het Brusselse, waar zij de grootste bekendheid genoot.